# Bøstrup (Drøsselbjerg Sogn)
 For alternative betydninger, se Bøstrup. (Se også artikler, som begynder med Bøstrup)
Bødstrup er en herregård der ligger i Drøsselbjerg Sogn, Kalundborg Kommune på Vestsjælland.
Bødstrup Gods er på 485 hektar

## Ejere af Bødstrup
- (1660-1689) Henrik Müller
- (1689-1701) Anna Cathrine Bartholin ... Else Ventin
- (1701-1730) Caspar Bartholin
- (1730-1737) Ventin
- (1737-1769) Joachim Barner Paasche
- (1769-1778) Christiane Buchhalf gift Paasche
- (1778-1791) Lauritz Svitzer
- (1791-1795) Hans Georg Faith, justitsråd
- (1795-1829) Jan Christopher van Deurs, justitsråd
- (1829-1832) Anna Dorothea Hansen gift van Deurs
- (1832-1842) Emil van Deurs (søn)
- (1842-1843) Oline Sophie Agier gift van Deurs
- (1843-1868) Herman Edvard van Deurs (bror)
- (1868-1871) Jeannette Larpent de Trepian gift van Deurs
- (1871-1880) Julius Valentiner
- (1880-1916) Christian D.A. Hansen, apoteker og fabrikant
- (1916-1919) Agnes Mathilde von Hedemann gift Hansen
- (1919-1950) Ejnar Ammentorp Hansen (søn)
- (1950-1980) Brdr. Ammentorp Hansen Bernhoft
- (1980-1996) Erling Ammentorp Hansen Bernhoft (søn)
- (1996-2006) Erling Ammentorp Hansen Bernhoft / Ulrik Jean Bernhoft (søn)
- (2006-2019) Ulrik Jean Bernhoft
- (2019-) Nicolas Christian Bernhoft (søn)

## Udbygninger
- (1689) Lerklinede. stråtækte bindingsværksbygninger
- (ca. 1737) Ny hovedbygning af bindingsværk
- (1800) Nuværende hovedbygning
- (1881) Midtrisalit opført og firkantet tårn tilføjet ved C.Abrahams
- (1921) Tårnet nedrevet